# Neil Bush
Neil Mallon Pierce Bush (sinh ngày 22 tháng 1 năm 1955) là một doanh nhân người Mỹ, nhà đầu tư, và nhà từ thiện. Ông là người con thứ tư trong sáu người con của cựu Tổng thống George Herbert Walker Bush và Barbara Bush. Năm anh chị em của ông là George Walker Bush, cựu Tổng thống của Hoa Kỳ, Jeb Bush, cựu thống đốc Florida, Robin Bush, người đã chết vì Ung thư bạch cầu vào năm 1953 khi bốn tuổi, còn lại là Marvin Bush và Dorothy. Neil Bush hiện đang là một doanh nhân có trụ sở tại Texas.